# 扬溪镇
扬溪镇，是中华人民共和国安徽省宣城市绩溪县下辖的一个乡镇级行政单位。

## 行政区划
扬溪镇下辖以下地区：
扬溪村、东村、塘塍村、丛山村、石门村和楼基村。

## 名胜古迹
扬溪镇境内拥有3处安徽省文物保护单位：
- 石门周氏宗祠（8-66，古建筑，扬溪镇石门村，明）
- 石门古戏台和太尉庙（8-116，古建筑，溪镇石门村，清）
- 利民酒坊旧址（8-176，近现代重要史迹及代表性建筑，扬溪镇扬溪村，近现代）